# Roda de bicicleta (Marcel Duchamp)

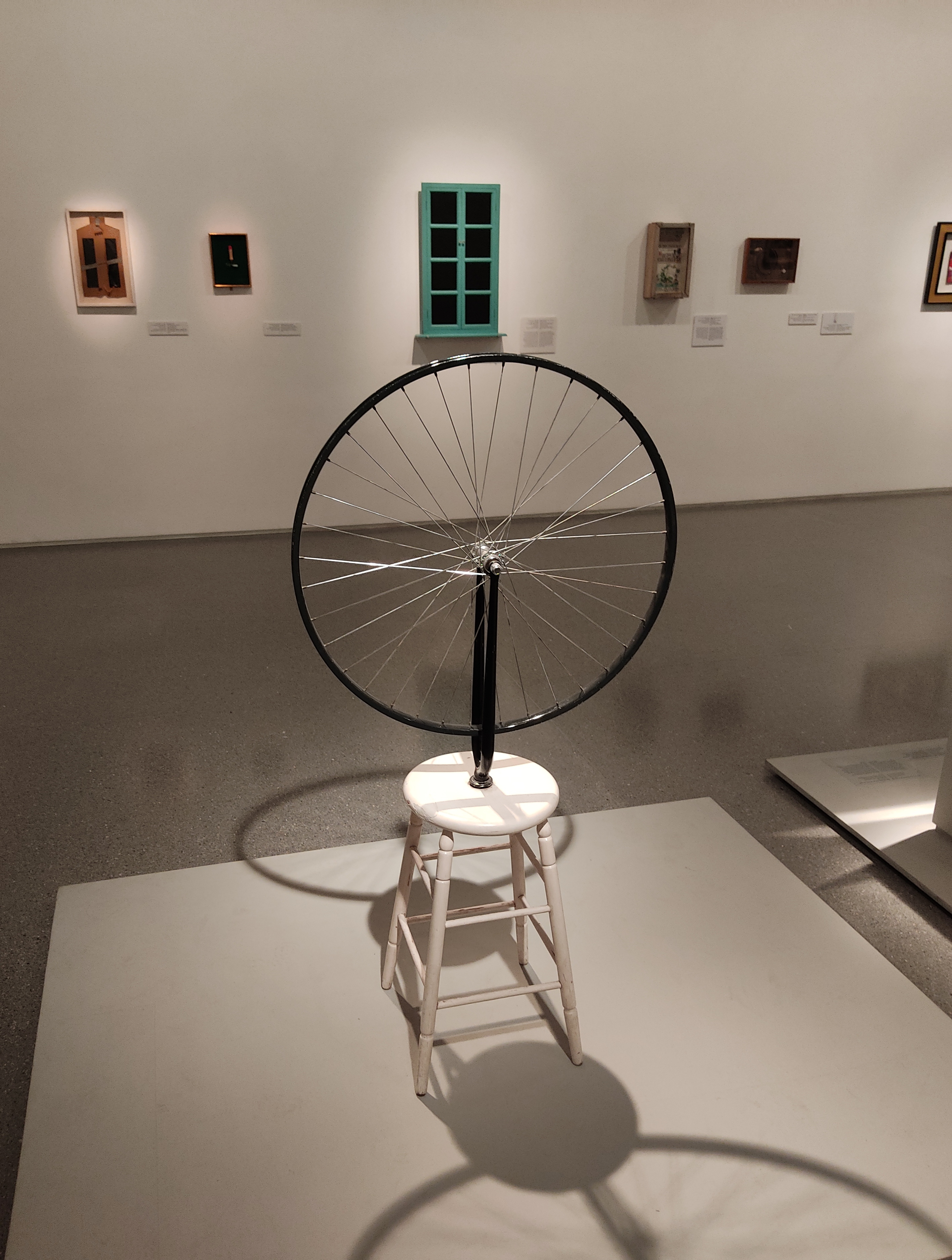
Imatge de l'escultura de Marcel Duchamp

Roda de bicicleta (originalment en francès, Roue de bicyclette) és un objecte d'art trobat de l'artista francès Marcel Duchamp, que consisteix en una roda de bicicleta en la seva forquilla sobre un tamboret de fusta.
El 1913, al seu estudi de París, Duchamp muntà la roda invertida verticalment (és a dir, la forquilla que en la bicicleta va cap amunt, la posà cap avall) sobre una escala de fusta. En principi era una mena de sacrilegi, ja que pretenia comparar aquests objectes amb les grans obres d'art del passat. L'objectiu d'aquest tipus d'obres no era l'escàndol per l'escàndol. El que Duchamp pretenia era plantejar el debat sobre què és art i qui decideix que ho sigui. I en el fons, el que buscava era protestar contra el sistema que havia vigent segons el qual eren els crítics i galeristes qui definien què era una obra d'art i quina qualitat tenia. Duchamp reivindicava que l'obra d'art era allò que l'artista decidia que ho fos. És coneguda com la primera de les seves obres d'art trobat. “Gaudeixo mirant-les”, va afirmar. “Tant com gaudeixo veient les flames dansant”. No fou fins que començà a crear art trobat uns anys després a Nova York que va decidir que la Roda de bicicleta pertanyia a aquesta categoria; allà en va realitzar la segona versió.
La versió original de 1913 i la versió de 1916/1917 es van perdre. Duchamp en recreà una versió més el 1951. També se li atribueix a aquesta obra ser la primera escultura cinètica.